# Alejandro García (Fußballspieler)
Luis Alejandro García Barrera (* 26. Januar 1961 in Monterrey, Nuevo León), auch bekannt unter dem Spitznamen El Gallo, ist ein ehemaliger mexikanischer Fußballspieler auf der Position des Torwarts.

## Laufbahn
Seine ersten Profijahre verbrachte García beim CD Coyotes Neza, bei dem er bis zu deren Rückzug aus der ersten Liga 1988 unter Vertrag stand.
Anschließend wechselte er zum benachbarten Club América, mit dem er in der Saison 1988/89 die mexikanische Fußballmeisterschaft gewann. Ferner gehörte er zum Kader der erfolgreichen Mannschaft, die ebenfalls 1989 den Supercup und in den folgenden drei Jahren zweimal den CONCACAF Champions’ Cup sowie 1991 die Copa Interamericana gewann.
In den letzten Jahren seiner Zugehörigkeit zu den Americanistas gelang García auch der Sprung in die mexikanische Fußballnationalmannschaft, für die er immer dann zum Einsatz kam, wenn der reguläre Nationaltorhüter Jorge Campos vom Stadtrivalen UNAM Pumas in den Angriff (!) wechselte. Dies kam im Juli 1993 gleich dreimal vor, als El Tri sich bereits eine komfortable Führung herausgespielt hatte: beim 9:0 gegen Martinique am 11. Juli wurde García in der 46. Minute beim Stand von 4:0 eingewechselt, beim 8:0 gegen Kanada am 18. Juli in der 61. Minute beim Stand von 5:0 und beim 6:1 gegen Jamaika in der 59. Minute, als die Mexikaner bereits alle sechs Treffer erzielt hatten.
Anfang 1995 wechselte García zum Puebla FC, in dessen Reihen er seine aktive Laufbahn ausklingen ließ.
Im Jahr 2006 kandidierte er für den Partido Verde Ecologista de México (PVEM), Mexikos Grüne Ökologische Partei, für den Stadtrat von Irapuato.

## Erfolge
- Mexikanische Meister: 1989
- Mexikanischer Supercup: 1989
- CONCACAF Champions’ Cup: 1990, 1992
- Copa Interamericana: 1991